# Causse de Sauveterre
Pour les articles homonymes, voir Sauveterre.
Le causse de Sauveterre est un plateau calcaire français faisant partie des Grands Causses.

## Situation
Cerné au nord par la vallée du Lot (profonde de 200 à 400 m), le Causse domine de 500 m les gorges du Tarn sur 60 km, au sud. Sa superficie avoisine les 60 000 ha.
Les régions naturelles qui l'entourent sont les suivantes :
- Au nord ouest l'Aubrac et nord est la Margeride.
- À l'est le Mont Lozère, les Gorges du Tarn et le Causse Méjan.
- Au sud, le Causse Noir et la vallée du Tarn.
- À l'ouest le Causse de Sévérac et le Causse Rouge.

## Régions naturelles

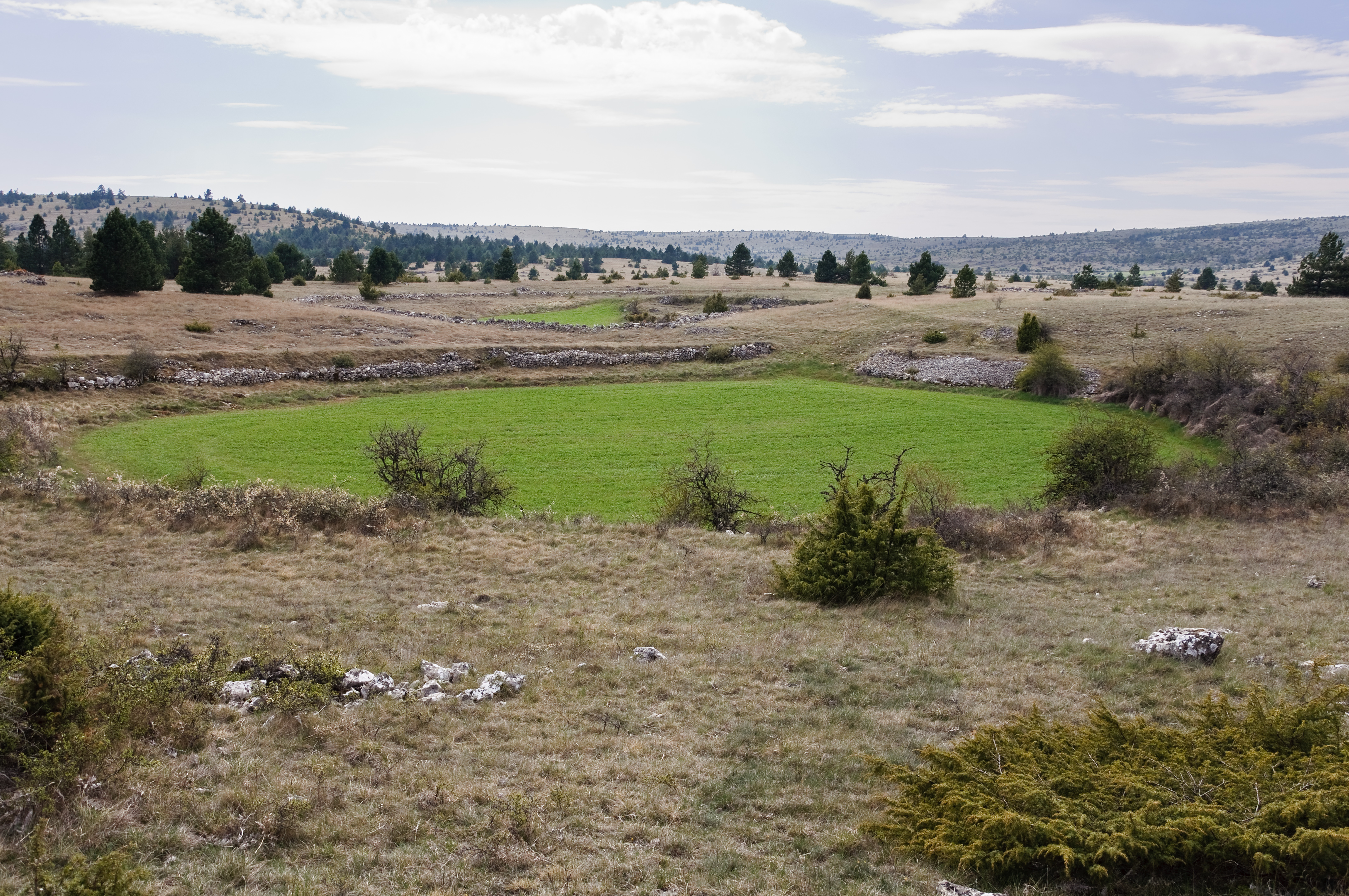
Dolines ceintes de murs de pierre sèche sur le Devez des Cheyrouses.

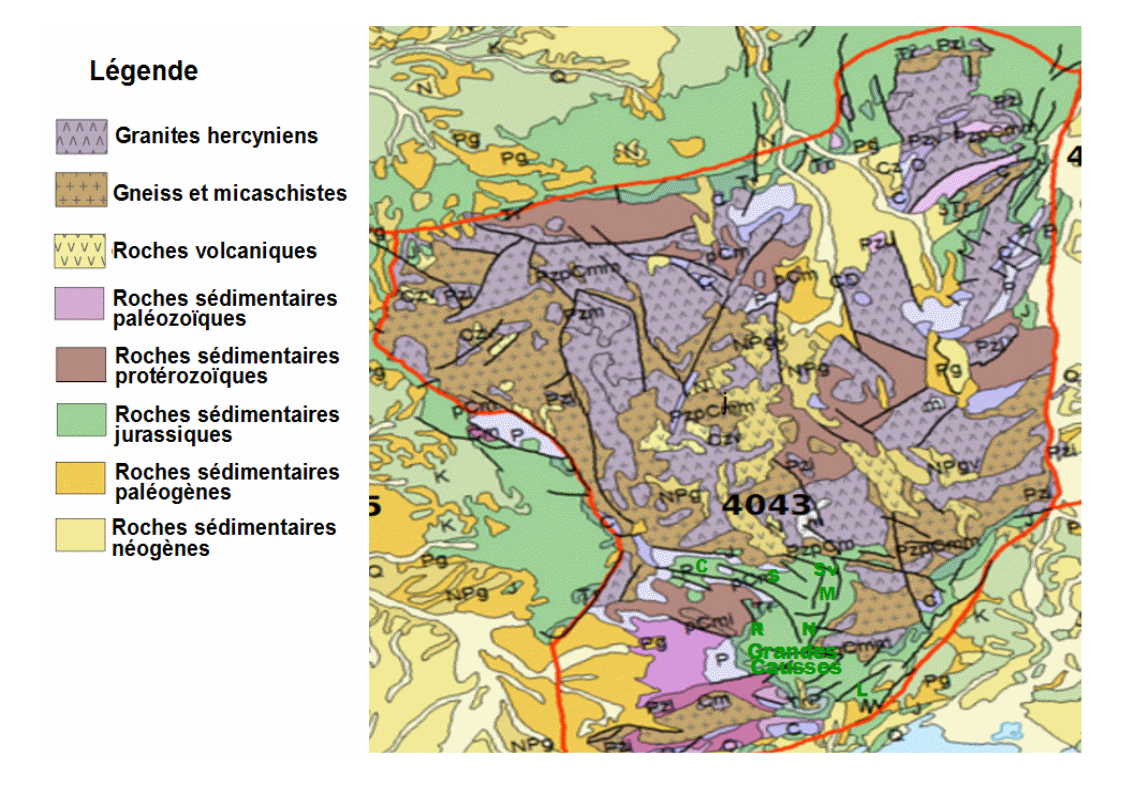
Carte géologique des Grands Causses :
C=Comtal ; S=Séverac ; Sv=Sauveterre ; M=Méjean ; N=Noir ; R=Rouge ; L=Larzac.

Le causse de Sauveterre se divise en 3 régions naturelles :
- le causse pelé, à l'est : désertique, pierreux avec des sommets dépassant parfois 1 100 m.
- le causse Boisé, au centre : un relief plus accidenté, des sommets pointus ou arrondis entrecoupés de larges ou étroites vallées sèches creusées par des affluents du Lot et du Tarn. La forêt y occupe une place importante et l’altitude y oscille entre 780 et 1 000 m.
- le causse du Massegros, au sud-ouest : pâturages dénudés (devèzes), forêts de pins, rochers surplombant le Tarn, c'est un paysage extrêmement varié et concentré sur une surface limitée à une altitude moyenne de 850 m.

## Toponymie
Le terme « sauveterre » signifie « terre sauve ». Le causse était une sauveté créée par le monastère de Sainte-Enimie et par conséquent exempte de toute emprise seigneuriale.

## Histoire
L'archéologie et la toponymie révèlent que les menhirs sont nombreux sur ce plateau. De plus, on peut repérer des tumulus hallstattiens qui se dressent souvent au voisinage des dolmens chalcolithiques.